# Pfarrkirche Großau

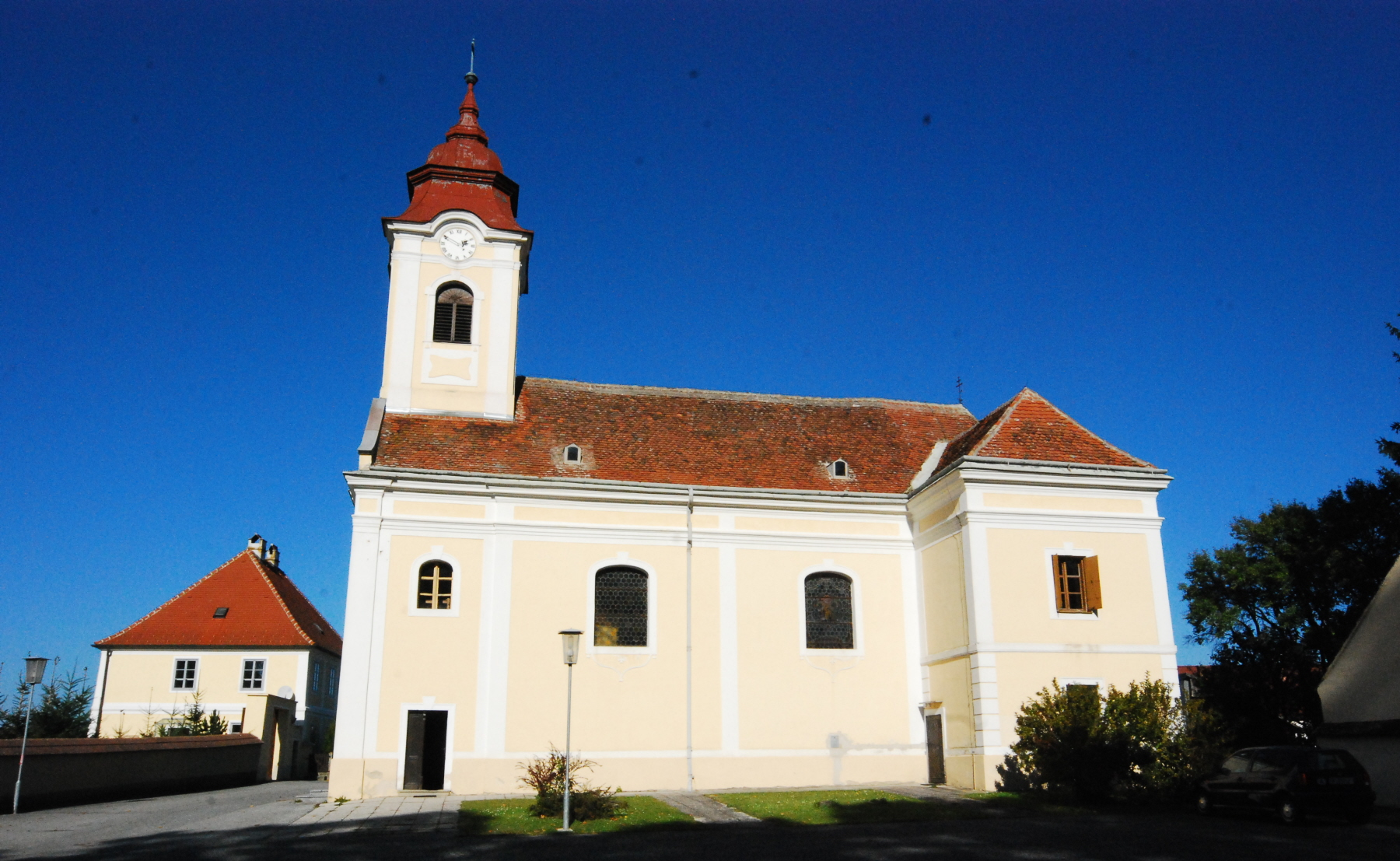
Katholische Pfarrkirche hl. Laurenz in Großau

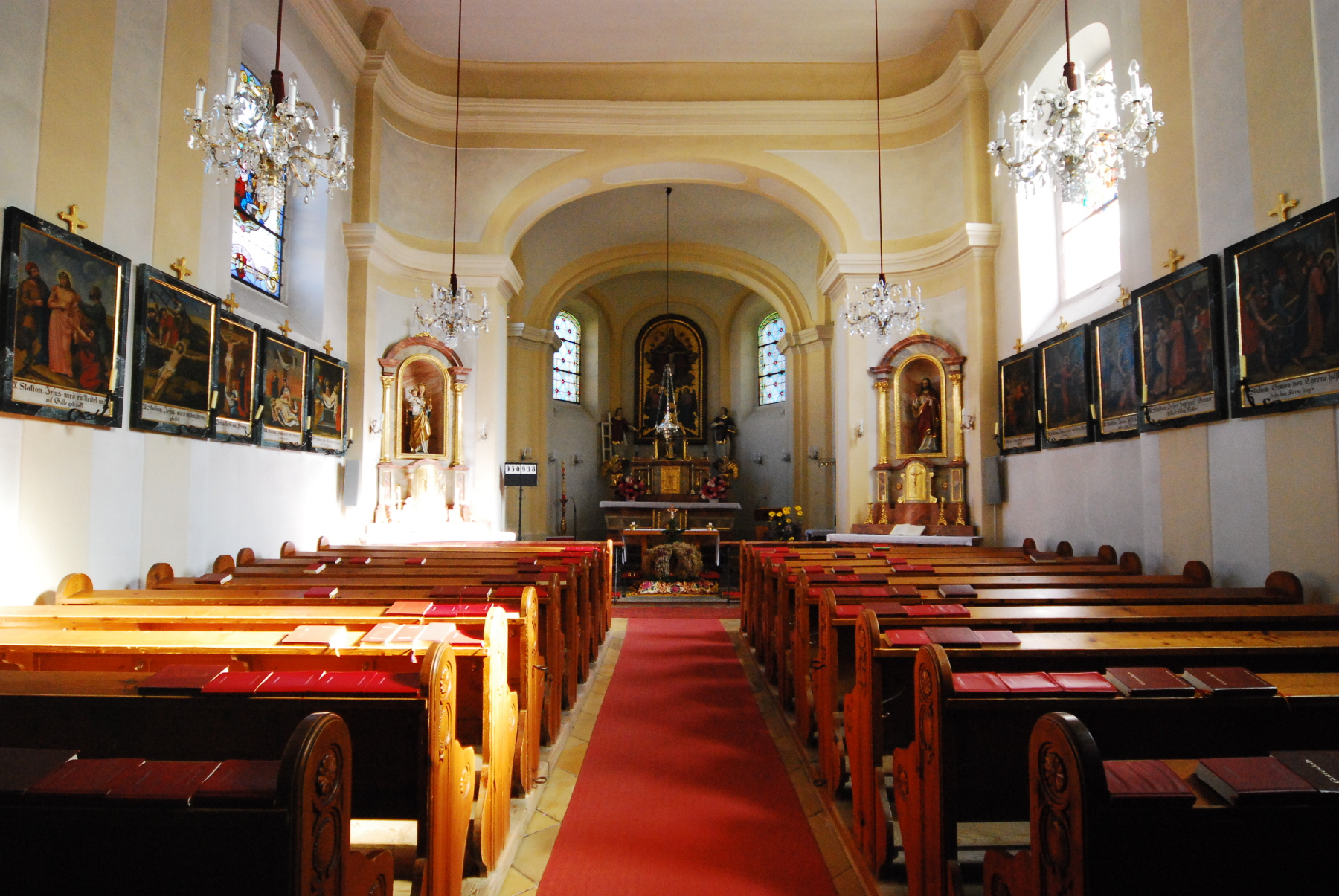
Langhaus, Blick zum Chor

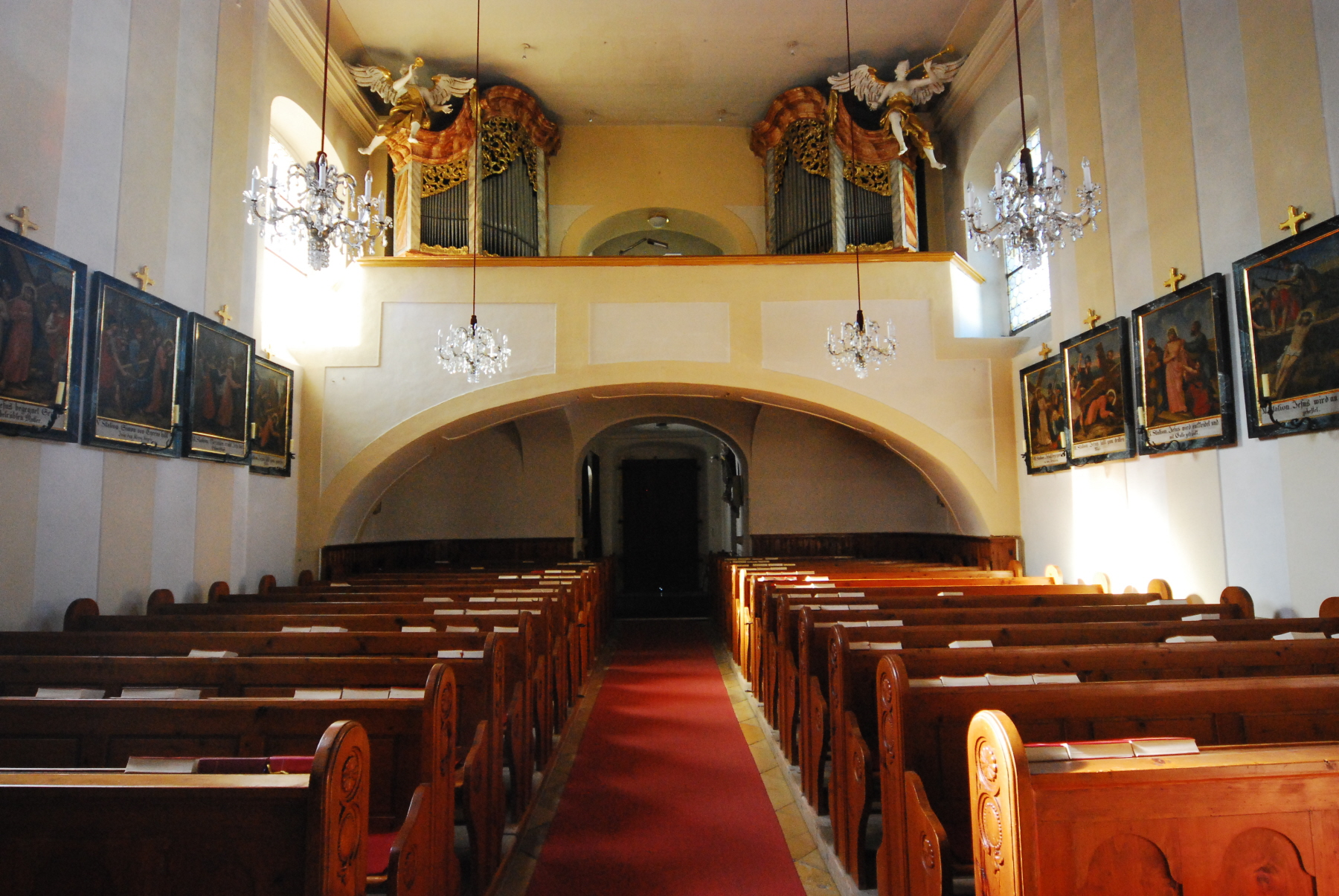
Langhaus, Blick zur Orgelempore

Die römisch-katholische Pfarrkirche Großau steht gegenüber dem Schlosspark im Nordosten des Dorfes Großau in der Stadtgemeinde Raabs an der Thaya im Bezirk Waidhofen an der Thaya in Niederösterreich. Die dem Patrozinium Laurentius von Rom unterstellte Pfarrkirche gehört zum Dekanat Geras in der Diözese St. Pölten. Die Kirche steht unter Denkmalschutz (Listeneintrag).

## Geschichte
Die Kirche wurde nach der Pfarrerhebung 1784 von 1785 bis 1790 erbaut. 1891 war eine Renovierung.

## Architektur
Die spätbarocke Saalkirche hat einen Westturm.
Das Kirchenäußere zeigt ein Langhaus mit einem eingezogenen Chor mit Dreiseitschluss mit einer Fassade mit Putzfaschen, Flachbogenfenstern mit Stuckumfassung und einem umlaufenden Gebälk. An der Chorsüdseite steht ein Sakristei- und Oratoriumsanbau. Der westliche Fassadenturm mit Pilastergliederung und rundbogigen Schallfenstern auf Parapetfeldern trägt über Giebelschrägen einen Glockenhelm.
Das Kircheninnere zeigt ein Langhaus mit ausgerundeten Ecken, die Fensterachsen sind ausgetieft, auf drei mittleren Putzpilastern über einem umlaufenden Gesims befindet sich eine gekehlte Flachdecke. Die platzlunterwölbte Orgelempore auf einem gedrückten Rundbogen ist durch einen Bogen in das Turmobergeschoß geöffnet. Der eingezogene Triumphbogen ist flachbogig. Zwischen dem platzlgewölbten Chorjoch und der Dreiseitapsis befindet sich ein Gurtbogen auf Wandpfeilern, durch Gesimse mit dem Langhaus verbunden. Südseitig im Chor befindet sich ein Oratoriumsfenster. Das Kommuniongitter ist aus der Bauzeit.
Die Glasmalereien zeigen die Heiligen Johannes Evangelist 1933, Heilige Familie 1937 und Verkündigung 1968.

## Ausstattung
Der Tabernakelaltar entstand in der Bauzeit, das Altarbild Gnadenstuhl aus 1887 befindet sich zwischen den barockisierten Figuren der Heiligen Laurentius und Stephanus.
Die Orgel aus der Mitte des 18. Jahrhunderts wurde 1789 aus der ehemaligen Nikolaikirche in Wien-Landstraße hierher übertragen und wurde mit zwei schräggestellten Hälften die Rundbogenöffnung zum Turm flankierend aufgestellt.
Eine Glocke nennt Ignaz Begl 1750.